# Pseudomicrocara cinctus
Pseudomicrocara cinctus es una especie de coleóptero de la familia Scirtidae.

## Distribución geográfica
Habita en Australia.